# Karel IV van Spanje
Karel Anton Pascal Frans Xavier Johan Nepomuceen Jozef Januarius Serafijn Didacus (Spaans: Carlos) (Portici, 11 november 1748 – Rome, 20 januari 1819) was van 1788 tot 1808 koning van Spanje.

## Leven
Karel werd geboren in Portici in Campanië, een gewest in het zuiden van Italië dat vroeger toebehoorde aan het koninkrijk Napels. Hij was de zoon van koning Karel III en koningin Maria Amalia van Saksen. Zijn vader was in die tijd koning van Sicilië en Napels. Zijn grootouders aan vaderskant waren koning Filips V van Spanje en koningin Elisabetta Farnese. Karels grootouders aan moederskant waren koning August III van Polen (Frederik Augustus II van Saksen) en koningin Maria Josepha van Oostenrijk. Omdat zijn oudere broer Filips geestelijk gehandicapt was, werd Karel de troonopvolger en erfgenaam van zijn vader. Karel had zijn enorme lichamelijke kracht geërfd van de familie van zijn moeder, de Saksen. Zijn moeder was een kleindochter van koning August II de Sterke van Polen. Als jonge man was hij gek op worstelen en nam hij het op tegen de sterkste mannen uit het koninkrijk. Hij werd door velen als te traag en intellectueel zeer lichtgelovig bevonden.

## Huwelijk
Karel trad op 4 september 1765 in het huwelijk met prinses Maria Louisa van Bourbon-Parma de dochter van hertog Filips van Parma en hertogin Louise Elisabeth van Frankrijk. Filips was de derde zoon uit het tweede huwelijk van koning Filips V van Spanje en koningin Elisabetta Farnese. Louise Elisabeth was de oudste dochter van koning Lodewijk XV van Frankrijk en koningin Maria Leszczyńska. Karel en Maria Louisa waren dus volle neef en nicht van elkaar, hun beider vaders waren broers.

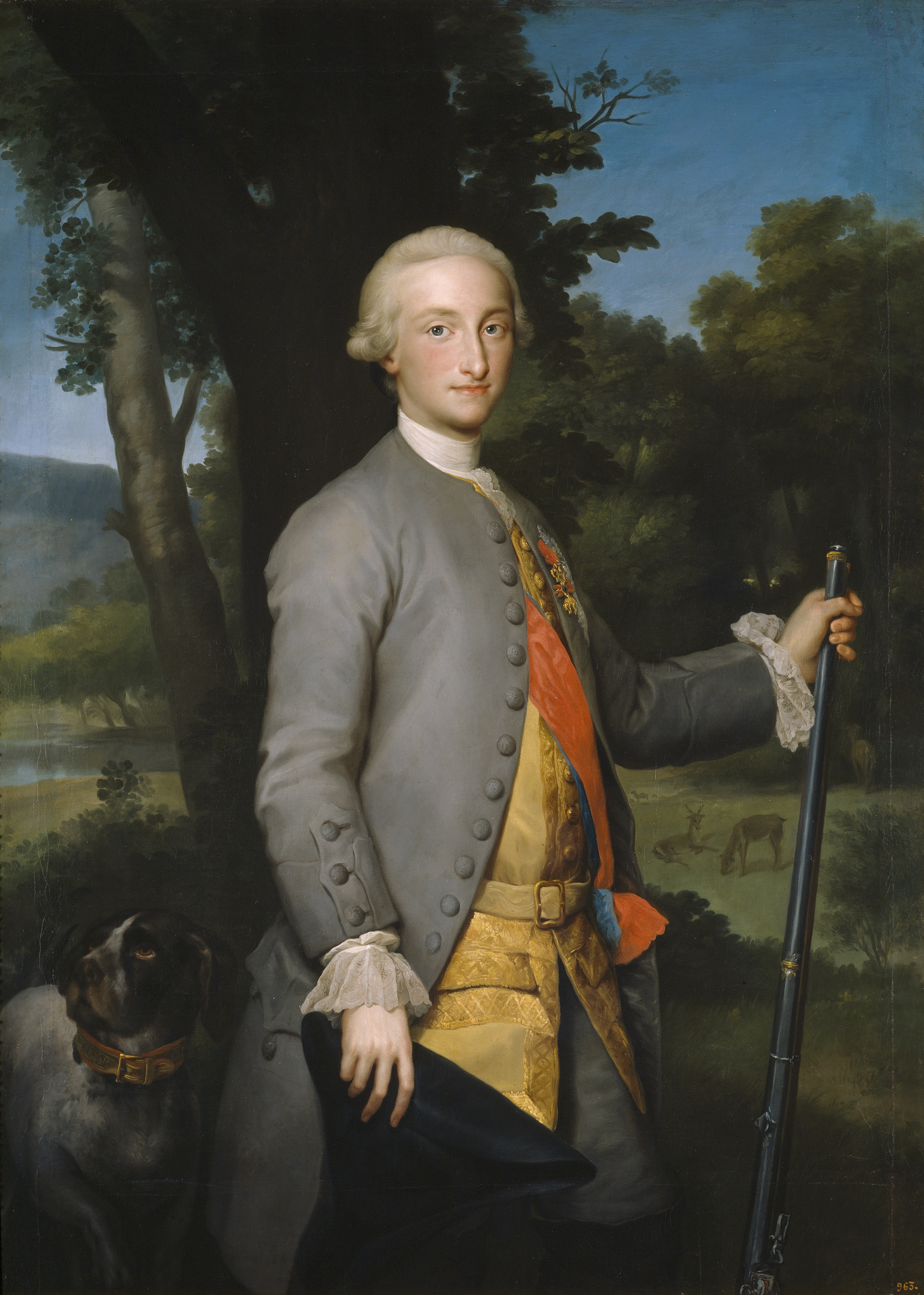
Karel IV als jonge man en als Prins van Asturië.

Maria Louisa werd, anders dan haar man, door velen, waaronder ook de beroemde Spaanse schilder Francisco Goya, gezien als sterke, intellectuele vrouw die haar man volledig controleerde. Tijdens zijn vaders regering over Spanje (als Carlos III) werd hij geleid door zijn vrouw in allerlei intriges aan het hof wat uiteindelijk leidde tot de verbanning van de favoriete eerste minister van de koning, José Moñino y Redondo, graaf van Floridablanca. Hij werd vervangen door Pedro Pablo Abarca de Bolea, graaf van Aranda, de leider van de "Aragonese" partij. Uit het huwelijk van Karel en Maria Louisa werden veertien kinderen geboren.
Op 14 december 1788 stierf de vader van Karel en werd hij als Karel IV koning van Spanje.

## Regering
Karel hield zich voornamelijk met de jacht bezig en liet de staatszaken grotendeels over aan zijn vrouw en minister Manuel de Godoy y Álvarez de Faria Ook al hadden Maria Louisa en Godoy een verhouding, koning Karel bleef Godoy steunen, zijn leven lang. Toen in 1803 zijn dochter, infante Maria Louisa, was besmet met de pokken, stuurde Karel zijn dokter Francisco Javier de Balmis naar de Spaanse kolonies om daar middelen te zoeken voor een goed vaccin.
Spanje raakte in 1793 betrokken bij de Coalitieoorlogen tegen Frankrijk en moest in 1800 zijn Amerikaanse bezit Louisiana aan Frankrijk afstaan. Na 1803 sloot hij zich aan bij Napoleon Bonaparte in de strijd tegen de Engelsen en steunde het Continentale Stelsel. Zijn vloot werd in de Zeeslag bij Trafalgar (1805) echter vernietigd. Hij zegde Frankrijk in 1807 steun tegen Portugal toe. De Franse intocht in Spanje zorgde feitelijk echter voor de bezetting van dat land.
Toen de Fransen naar Madrid oprukten, dwong een volksoproer te Aranjuez hem in maart 1808 de Fransgezinde Godoy te ontslaan. Hij trachtte naar Amerika te vluchten, maar werd door aanhangers van zijn zoon Ferdinand (VII) gedwongen te diens gunste te abdiceren. Na interventie door Joachim Murat herriep hij zijn abdicatie weer, maar Napoleon dwong zowel Karel als Ferdinand op 2 mei tot troonsafstand en installeerde zijn broer Jozef Bonaparte op de Spaanse troon.
Karel aanvaardde een jaargeld van de Franse keizer en bracht de rest van zijn leven samen met Maria Louisa en Godoy door in Rome. Na de val van Napoleon werd Ferdinand VII koning.

## Kinderen

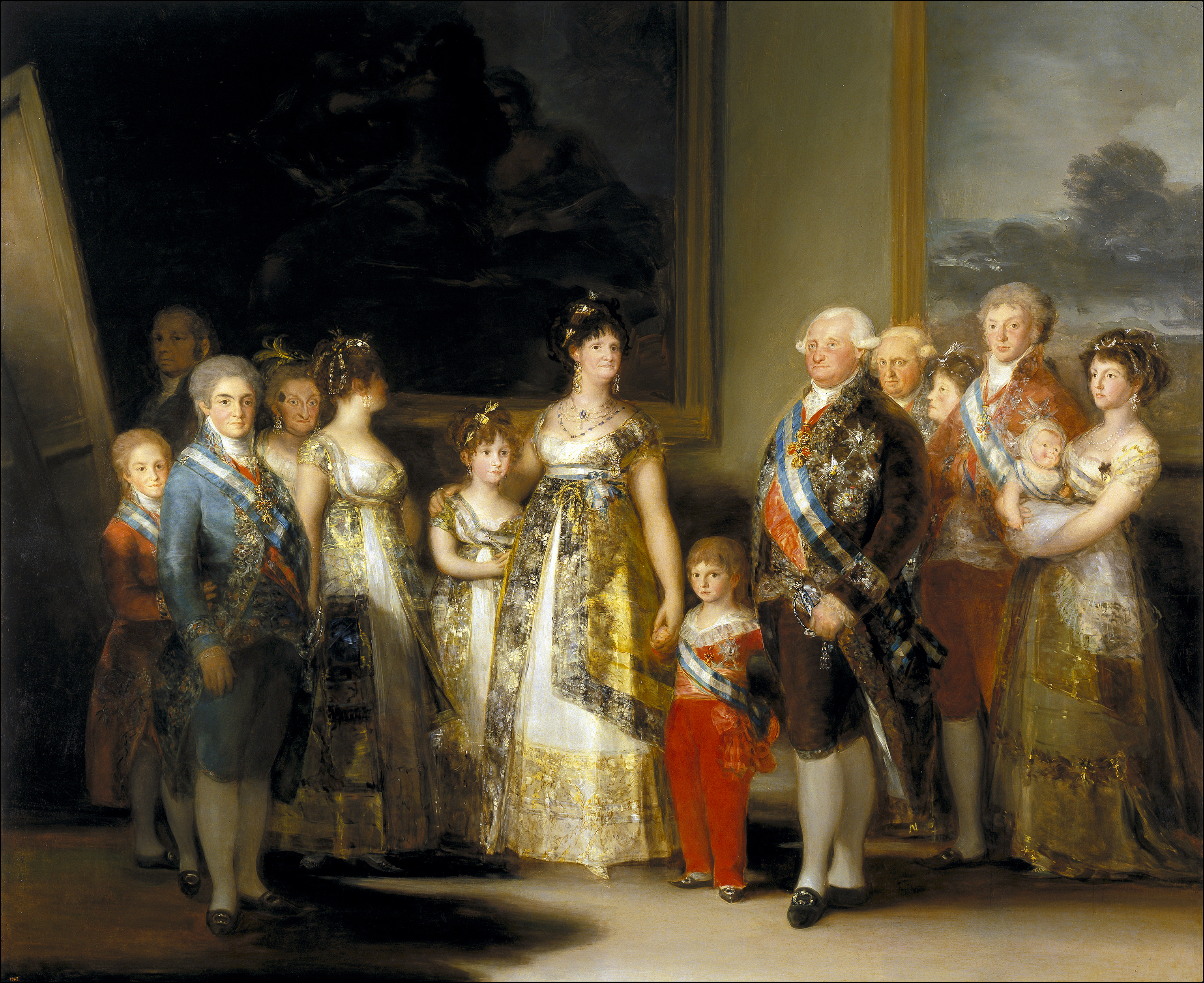
Familie van koning Karel IV door Francisco Goya in 1800. V.l.n.r. Don Carlos, kroonprins Ferdinand, infante Maria Josefa, Ferdinands bruid Maria Antonia van Sicilië, infante Isabella, koningin Maria Louisa, Don Francisco de Paula, Karel IV, Don Antonio, infante Charlotte Joachime (kroonprinses van Portugal), de latere koning Lodewijk van Etrurië en zijn gemalin de infante Maria Louisa met de latere hertog Karel II van Parma.

Karel was gehuwd met Maria Louisa van Bourbon-Parma, een dochter van Filips van Parma. Uit het huwelijk werden veertien kinderen geboren, van wie er zeven hun kindertijd overleefden:
- Karel Clemens (19 september 1771 - 7 maart 1774).
- Charlotte Joachime (25 april 1775 - 6 juli 1830), gehuwd met koning Johan VI van Portugal.
- Maria Louisa (11 september 1777 - 2 juli 1782).
- Maria Amalia (9 januari 1779 - 22 juli 1798), gehuwd met haar oom Antonio, een zoon van Karel III en van Maria Amalia van Saksen.
- Karel Dominique (5 maart 1780 - 11 juni 1783).
- Maria Louisa (6 juli 1782 - 13 maart 1824), gehuwd met koning Lodewijk van Etrurië.
- Karel Frans (5 september 1783 - 11 november 1784), tweelingbroer van infant Filips.
- Filips Frans (5 september 1783 - 18 oktober 1784), jongere tweelingbroer van infant Karel Frans, beiden stierven jong.
- Ferdinand Maria (14 oktober 1784 - 29 september 1833), hij was koning van Spanje in 1808 en van 1813 tot zijn dood. Hij was de vader van koningin Isabella II.
- Karel Maria Isidro (29 maart 1788 - 10 maart 1855), Carlistisch troonpretendent. Huwde tweemaal, eerst met infante Maria Francisca van Portugal en later met dier oudere zuster Maria Theresia van Portugal.
- Maria Isabella (6 juni 1789 - 13 september 1848), gehuwd met koning Frans I der Beide Siciliën, moeder van koning Ferdinand II.
- Maria Theresia (16 februari 1791 - 2 november 1794).
- Filips Maria (28 maart 1792 - 1 maart 1794)
- Francisco de Paula (10 maart 1794 - 13 augustus 1865), gehuwd met Louise Charlotte van Bourbon-Sicilië, dochter van Maria Isabella en Frans I der Beide Siciliën, vader van Frans van Assisi, de echtgenoot van koningin Isabella II.

## Kwartierstaat (voorouders)
| Lodewijk van Frankrijk (1661-1711)   | Lodewijk van Frankrijk (1661-1711)   | Lodewijk van Frankrijk (1661-1711)   | Lodewijk van Frankrijk (1661-1711)   | Lodewijk van Frankrijk (1661-1711)   | Lodewijk van Frankrijk (1661-1711)   | Maria Anna Victoria van Beieren (1660-1690) | Maria Anna Victoria van Beieren (1660-1690) | Maria Anna Victoria van Beieren (1660-1690) | Maria Anna Victoria van Beieren (1660-1690) | Maria Anna Victoria van Beieren (1660-1690) | Maria Anna Victoria van Beieren (1660-1690) |                                      |                                      | Odoardo Farnese (1666-1693)      | Odoardo Farnese (1666-1693)      | Odoardo Farnese (1666-1693)     | Odoardo Farnese (1666-1693)     | Odoardo Farnese (1666-1693)     | Odoardo Farnese (1666-1693)     | Dorothea Sophia van Palts-Neuburg (1670-1748) | Dorothea Sophia van Palts-Neuburg (1670-1748) | Dorothea Sophia van Palts-Neuburg (1670-1748) | Dorothea Sophia van Palts-Neuburg (1670-1748) | Dorothea Sophia van Palts-Neuburg (1670-1748) | Dorothea Sophia van Palts-Neuburg (1670-1748) |                                            |                                            | August II van Polen (1670-1733)            | August II van Polen (1670-1733)            | August II van Polen (1670-1733) | August II van Polen (1670-1733) | August II van Polen (1670-1733)  | August II van Polen (1670-1733)  | Christiane Eberhardine van Brandenburg-Bayreuth (1671-1727) | Christiane Eberhardine van Brandenburg-Bayreuth (1671-1727) | Christiane Eberhardine van Brandenburg-Bayreuth (1671-1727) | Christiane Eberhardine van Brandenburg-Bayreuth (1671-1727) | Christiane Eberhardine van Brandenburg-Bayreuth (1671-1727) | Christiane Eberhardine van Brandenburg-Bayreuth (1671-1727) |                                     |                                     | Jozef I van Oostenrijk (1678-1711)  | Jozef I van Oostenrijk (1678-1711)  | Jozef I van Oostenrijk (1678-1711)       | Jozef I van Oostenrijk (1678-1711)       | Jozef I van Oostenrijk (1678-1711)       | Jozef I van Oostenrijk (1678-1711)       | Amalia Wilhelmina van Brunswijk-Lüneburg (1673-1742) | Amalia Wilhelmina van Brunswijk-Lüneburg (1673-1742) | Amalia Wilhelmina van Brunswijk-Lüneburg (1673-1742) | Amalia Wilhelmina van Brunswijk-Lüneburg (1673-1742) | Amalia Wilhelmina van Brunswijk-Lüneburg (1673-1742) | Amalia Wilhelmina van Brunswijk-Lüneburg (1673-1742) |  |  |  |  |  |  |  |  |  |  |  |  |  |  |  |  |  |  |  |  |  |  |  |  |  |  |  |  |  |  |  |  |  |  |  |  |  |  |  |  |  |  |  |  |  |  |  |  |
| Lodewijk van Frankrijk (1661-1711)   | Lodewijk van Frankrijk (1661-1711)   | Lodewijk van Frankrijk (1661-1711)   | Lodewijk van Frankrijk (1661-1711)   | Lodewijk van Frankrijk (1661-1711)   | Lodewijk van Frankrijk (1661-1711)   | Maria Anna Victoria van Beieren (1660-1690) | Maria Anna Victoria van Beieren (1660-1690) | Maria Anna Victoria van Beieren (1660-1690) | Maria Anna Victoria van Beieren (1660-1690) | Maria Anna Victoria van Beieren (1660-1690) | Maria Anna Victoria van Beieren (1660-1690) |                                      |                                      | Odoardo Farnese (1666-1693)      | Odoardo Farnese (1666-1693)      | Odoardo Farnese (1666-1693)     | Odoardo Farnese (1666-1693)     | Odoardo Farnese (1666-1693)     | Odoardo Farnese (1666-1693)     | Dorothea Sophia van Palts-Neuburg (1670-1748) | Dorothea Sophia van Palts-Neuburg (1670-1748) | Dorothea Sophia van Palts-Neuburg (1670-1748) | Dorothea Sophia van Palts-Neuburg (1670-1748) | Dorothea Sophia van Palts-Neuburg (1670-1748) | Dorothea Sophia van Palts-Neuburg (1670-1748) |                                            |                                            | August II van Polen (1670-1733)            | August II van Polen (1670-1733)            | August II van Polen (1670-1733) | August II van Polen (1670-1733) | August II van Polen (1670-1733)  | August II van Polen (1670-1733)  | Christiane Eberhardine van Brandenburg-Bayreuth (1671-1727) | Christiane Eberhardine van Brandenburg-Bayreuth (1671-1727) | Christiane Eberhardine van Brandenburg-Bayreuth (1671-1727) | Christiane Eberhardine van Brandenburg-Bayreuth (1671-1727) | Christiane Eberhardine van Brandenburg-Bayreuth (1671-1727) | Christiane Eberhardine van Brandenburg-Bayreuth (1671-1727) |                                     |                                     | Jozef I van Oostenrijk (1678-1711)  | Jozef I van Oostenrijk (1678-1711)  | Jozef I van Oostenrijk (1678-1711)       | Jozef I van Oostenrijk (1678-1711)       | Jozef I van Oostenrijk (1678-1711)       | Jozef I van Oostenrijk (1678-1711)       | Amalia Wilhelmina van Brunswijk-Lüneburg (1673-1742) | Amalia Wilhelmina van Brunswijk-Lüneburg (1673-1742) | Amalia Wilhelmina van Brunswijk-Lüneburg (1673-1742) | Amalia Wilhelmina van Brunswijk-Lüneburg (1673-1742) | Amalia Wilhelmina van Brunswijk-Lüneburg (1673-1742) | Amalia Wilhelmina van Brunswijk-Lüneburg (1673-1742) |  |  |  |  |  |  |  |  |  |  |  |  |  |  |  |  |  |  |  |  |  |  |  |  |  |  |  |  |  |  |  |  |  |  |  |  |  |  |  |  |  |  |  |  |  |  |  |  |
|                                      |                                      |                                      |                                      |                                      |                                      |                                             |                                             |                                             |                                             |                                             |                                             |                                      |                                      |                                  |                                  |                                 |                                 |                                 |                                 |                                               |                                               |                                               |                                               |                                               |                                               |                                            |                                            |                                            |                                            |                                 |                                 |                                  |                                  |                                                             |                                                             |                                                             |                                                             |                                                             |                                                             |                                     |                                     |                                     |                                     |                                          |                                          |                                          |                                          |                                                      |                                                      |                                                      |                                                      |                                                      |                                                      |  |  |  |  |  |  |  |  |  |  |  |  |  |  |  |  |  |  |  |  |  |  |  |  |  |  |  |  |  |  |  |  |  |  |  |  |  |  |  |  |  |  |  |  |  |  |  |  |
|                                      |                                      |                                      |                                      | Filips V van Spanje (1683–1746)      | Filips V van Spanje (1683–1746)      | Filips V van Spanje (1683–1746)             | Filips V van Spanje (1683–1746)             | Filips V van Spanje (1683–1746)             | Filips V van Spanje (1683–1746)             |                                             |                                             |                                      |                                      |                                  |                                  | Elisabetta Farnese (1692-1766)  | Elisabetta Farnese (1692-1766)  | Elisabetta Farnese (1692-1766)  | Elisabetta Farnese (1692-1766)  | Elisabetta Farnese (1692-1766)                | Elisabetta Farnese (1692-1766)                |                                               |                                               |                                               |                                               |                                            |                                            |                                            |                                            |                                 |                                 | August III van Polen (1696-1763) | August III van Polen (1696-1763) | August III van Polen (1696-1763)                            | August III van Polen (1696-1763)                            | August III van Polen (1696-1763)                            | August III van Polen (1696-1763)                            |                                                             |                                                             |                                     |                                     |                                     |                                     | Maria Josepha van Oostenrijk (1699-1757) | Maria Josepha van Oostenrijk (1699-1757) | Maria Josepha van Oostenrijk (1699-1757) | Maria Josepha van Oostenrijk (1699-1757) | Maria Josepha van Oostenrijk (1699-1757)             | Maria Josepha van Oostenrijk (1699-1757)             |                                                      |                                                      |                                                      |                                                      |  |  |  |  |  |  |  |  |  |  |  |  |  |  |  |  |  |  |  |  |  |  |  |  |  |  |  |  |  |  |  |  |  |  |  |  |  |  |  |  |  |  |  |  |  |  |  |  |
|                                      |                                      |                                      |                                      | Filips V van Spanje (1683–1746)      | Filips V van Spanje (1683–1746)      | Filips V van Spanje (1683–1746)             | Filips V van Spanje (1683–1746)             | Filips V van Spanje (1683–1746)             | Filips V van Spanje (1683–1746)             |                                             |                                             |                                      |                                      |                                  |                                  | Elisabetta Farnese (1692-1766)  | Elisabetta Farnese (1692-1766)  | Elisabetta Farnese (1692-1766)  | Elisabetta Farnese (1692-1766)  | Elisabetta Farnese (1692-1766)                | Elisabetta Farnese (1692-1766)                |                                               |                                               |                                               |                                               |                                            |                                            |                                            |                                            |                                 |                                 | August III van Polen (1696-1763) | August III van Polen (1696-1763) | August III van Polen (1696-1763)                            | August III van Polen (1696-1763)                            | August III van Polen (1696-1763)                            | August III van Polen (1696-1763)                            |                                                             |                                                             |                                     |                                     |                                     |                                     | Maria Josepha van Oostenrijk (1699-1757) | Maria Josepha van Oostenrijk (1699-1757) | Maria Josepha van Oostenrijk (1699-1757) | Maria Josepha van Oostenrijk (1699-1757) | Maria Josepha van Oostenrijk (1699-1757)             | Maria Josepha van Oostenrijk (1699-1757)             |                                                      |                                                      |                                                      |                                                      |  |  |  |  |  |  |  |  |  |  |  |  |  |  |  |  |  |  |  |  |  |  |  |  |  |  |  |  |  |  |  |  |  |  |  |  |  |  |  |  |  |  |  |  |  |  |  |  |
|                                      |                                      |                                      |                                      |                                      |                                      |                                             |                                             |                                             |                                             | Karel III van Spanje (1716-1788)            | Karel III van Spanje (1716-1788)            | Karel III van Spanje (1716-1788)     | Karel III van Spanje (1716-1788)     | Karel III van Spanje (1716-1788) | Karel III van Spanje (1716-1788) |                                 |                                 |                                 |                                 |                                               |                                               |                                               |                                               |                                               |                                               |                                            |                                            |                                            |                                            |                                 |                                 |                                  |                                  |                                                             |                                                             |                                                             |                                                             | Maria Amalia van Saksen (1724-1760)                         | Maria Amalia van Saksen (1724-1760)                         | Maria Amalia van Saksen (1724-1760) | Maria Amalia van Saksen (1724-1760) | Maria Amalia van Saksen (1724-1760) | Maria Amalia van Saksen (1724-1760) |                                          |                                          |                                          |                                          |                                                      |                                                      |                                                      |                                                      |                                                      |                                                      |  |  |  |  |  |  |  |  |  |  |  |  |  |  |  |  |  |  |  |  |  |  |  |  |  |  |  |  |  |  |  |  |  |  |  |  |  |  |  |  |  |  |  |  |  |  |  |  |
|                                      |                                      |                                      |                                      |                                      |                                      |                                             |                                             |                                             |                                             | Karel III van Spanje (1716-1788)            | Karel III van Spanje (1716-1788)            | Karel III van Spanje (1716-1788)     | Karel III van Spanje (1716-1788)     | Karel III van Spanje (1716-1788) | Karel III van Spanje (1716-1788) |                                 |                                 |                                 |                                 |                                               |                                               |                                               |                                               |                                               |                                               |                                            |                                            |                                            |                                            |                                 |                                 |                                  |                                  |                                                             |                                                             |                                                             |                                                             | Maria Amalia van Saksen (1724-1760)                         | Maria Amalia van Saksen (1724-1760)                         | Maria Amalia van Saksen (1724-1760) | Maria Amalia van Saksen (1724-1760) | Maria Amalia van Saksen (1724-1760) | Maria Amalia van Saksen (1724-1760) |                                          |                                          |                                          |                                          |                                                      |                                                      |                                                      |                                                      |                                                      |                                                      |  |  |  |  |  |  |  |  |  |  |  |  |  |  |  |  |  |  |  |  |  |  |  |  |  |  |  |  |  |  |  |  |  |  |  |  |  |  |  |  |  |  |  |  |  |  |  |  |
|                                      |                                      |                                      |                                      |                                      |                                      |                                             |                                             |                                             |                                             |                                             |                                             |                                      |                                      |                                  |                                  |                                 |                                 |                                 |                                 |                                               |                                               |                                               |                                               |                                               |                                               |                                            |                                            |                                            |                                            |                                 |                                 |                                  |                                  |                                                             |                                                             |                                                             |                                                             |                                                             |                                                             |                                     |                                     |                                     |                                     |                                          |                                          |                                          |                                          |                                                      |                                                      |                                                      |                                                      |                                                      |                                                      |  |  |  |  |  |  |  |  |  |  |  |  |  |  |  |  |  |  |  |  |  |  |  |  |  |  |  |  |  |  |  |  |  |  |  |  |  |  |  |  |  |  |  |  |  |  |  |  |
|                                      |                                      |                                      |                                      |                                      |                                      |                                             |                                             |                                             |                                             |                                             |                                             |                                      |                                      |                                  |                                  |                                 |                                 |                                 |                                 |                                               |                                               |                                               |                                               |                                               |                                               |                                            |                                            |                                            |                                            |                                 |                                 |                                  |                                  |                                                             |                                                             |                                                             |                                                             |                                                             |                                                             |                                     |                                     |                                     |                                     |                                          |                                          |                                          |                                          |                                                      |                                                      |                                                      |                                                      |                                                      |                                                      |  |  |  |  |  |  |  |  |  |  |  |  |  |  |  |  |  |  |  |  |  |  |  |  |  |  |  |  |  |  |  |  |  |  |  |  |  |  |  |  |  |  |  |  |  |  |  |  |
| Marie Louise van Bourbon (1745-1792) | Marie Louise van Bourbon (1745-1792) | Marie Louise van Bourbon (1745-1792) | Marie Louise van Bourbon (1745-1792) | Marie Louise van Bourbon (1745-1792) | Marie Louise van Bourbon (1745-1792) |                                             |                                             | Filips Anton van Bourbon (1747-1777)        | Filips Anton van Bourbon (1747-1777)        | Filips Anton van Bourbon (1747-1777)        | Filips Anton van Bourbon (1747-1777)        | Filips Anton van Bourbon (1747-1777) | Filips Anton van Bourbon (1747-1777) |                                  |                                  | Karel IV van Spanje (1748-1819) | Karel IV van Spanje (1748-1819) | Karel IV van Spanje (1748-1819) | Karel IV van Spanje (1748-1819) | Karel IV van Spanje (1748-1819)               | Karel IV van Spanje (1748-1819)               |                                               |                                               | Ferdinand I der Beide Siciliën (1751-1825)    | Ferdinand I der Beide Siciliën (1751-1825)    | Ferdinand I der Beide Siciliën (1751-1825) | Ferdinand I der Beide Siciliën (1751-1825) | Ferdinand I der Beide Siciliën (1751-1825) | Ferdinand I der Beide Siciliën (1751-1825) |                                 |                                 | Gabriël van Bourbon (1752-1788)  | Gabriël van Bourbon (1752-1788)  | Gabriël van Bourbon (1752-1788)                             | Gabriël van Bourbon (1752-1788)                             | Gabriël van Bourbon (1752-1788)                             | Gabriël van Bourbon (1752-1788)                             |                                                             |                                                             | Anton van Bourbon (1755-1817)       | Anton van Bourbon (1755-1817)       | Anton van Bourbon (1755-1817)       | Anton van Bourbon (1755-1817)       | Anton van Bourbon (1755-1817)            | Anton van Bourbon (1755-1817)            |                                          |                                          | 1 broer en 6 zussen                                  | 1 broer en 6 zussen                                  | 1 broer en 6 zussen                                  | 1 broer en 6 zussen                                  | 1 broer en 6 zussen                                  | 1 broer en 6 zussen                                  |  |  |  |  |  |  |  |  |  |  |  |  |  |  |  |  |  |  |  |  |  |  |  |  |  |  |  |  |  |  |  |  |  |  |  |  |  |  |  |  |  |  |  |  |  |  |  |  |

- Bibsys: 90554255
- Biblioteca Nacional de Chile: 000124622
- Biblioteca Nacional de España: XX1725384
- Bibliothèque nationale de France: cb12384647w (data)
- Catàleg d'autoritats de noms i títols de Catalunya: 981058511696206706
- Gemeinsame Normdatei: 118776800
- International Standard Name Identifier: 0000 0003 8245 2424
- Library of Congress Control Number: n82097461
- National Archives and Records Administration: 10568947
- Nationale Bibliotheek van Tsjechië: jx20050222004
- Nationale Bibliotheek van Israël: 987007335511805171
- Nationale Bibliotheek van Polen: a0000001005919
- Nederlandse Thesaurus van Auteursnamen: 121205800
- Istituto Centrale per il Catalogo Unico: PARV318536
- LIBRIS: 209442
- SNAC: w60h49bq
- Système universitaire de documentation: 088343146
- Museum of New Zealand Te Papa Tongarewa: 49472
- Union List of Artist Names: 500122383
- Virtual International Authority File: 265189481
- WorldCat: E39PBJvCQ9kMxJWfFYXtR8Rh73